# أولاد عزيزي السهب (قصبة ولد حادة)
أولاد عزيزي السهب هو دُوَّار يقع بجماعة الخزازرة، إقليم سطات، جهة الدار البيضاء سطات في المملكة المغربية. ينتمي الدوّار لمشيخة قصبة ولد حادة التي تضم 7 دواوير. يقدر عدد سكانه بـ 973 نسمة حسب الإحصاء الرسمي للسكان والسكنى لسنة 2004.

## روابط خارجية
- البوابة الوطنية للجماعات الترابية
- المندوبية السامية للتخطيط